# Девід Ауа
Девід Ауа (нар. 11 листопада 1983, Папуа Нова Гвінея) — папуаський футболіст, воротар клубу «Гігіра Лайтепо Моробе Лае».

## Життєпис
В різні роки виступав у складі команд найвищого футбольного дивізіону чемпіонату Папуа Нової Гвінеї.
З 2002 року викликається до збірної Папуа Нової Гвінеї.

## Досягнення
- Національна Соккер Ліга ПНГ:
  -  Чемпіон (1): 2010/11 (у складі «Хекарі Юнайтед»)